# یاغ‌لی‌تاش (پوزانتی)
یاغ‌لی‌تاش (به ترکی استانبولی: Yağlıtaş) یک منطقهٔ مسکونی در ترکیه است که در پوزانتی واقع شده‌است.